# John Annus
Pour les articles homonymes, voir Annus.
John Annus né Jānis Augustus Annuss le 25 octobre 1935 à Riga en Lettonie – mort le 27 février 2013 à Leipzig en Allemagne est un peintre et photographe letton naturalisé américain. Il fut lauréat du prestigieux Prix de Rome américain.

## Biographie
Jānis Annuss est né dans la famille d'artiste peintre Augusts Annuss. En 1944, la famille a émigré en Allemagne, puis, en 1949 aux États-Unis. Jānis a étudié à l'Institut Pratt à Brooklyn d'où il sort avec le titre de bachelier en 1958. En 1958-1959, il étudie à l'Académie américaine de design chez Louis George Bouché, puis à l'Accademia di belle arti di Roma. Il reçoit en 1957, la bourse United Artists et en 1960, le Prix de Rome américain. Annus était membre de la fraternité étudiante Fraternitas Lataviensis (lv). La première exposition de l'artiste a eu lieu en 1964 à Rome. Il vivait et travaillait à Manhattan, mais se rendait également en Lettonie, en Allemagne, en Italie et à d'autres endroits au gré de son travail et de ses expositions.
John Annus est décédé lors d'un voyage à Leipzig. Il est inhumé dans le caveau familial du Cimetière de la Forêt à Riga.